# Saint-Cyr-l'École
Pour les articles homonymes, voir Saint-Cyr.
Saint-Cyr-l'École est une commune française située dans le  département des Yvelines, en région Île-de-France.

## Géographie
| Fontenay-le-Fleury     | Bailly            |            |
| Bois-d'Arcy            | Saint-Cyr-l'Ecole | Versailles |
| Montigny-le-Bretonneux | Guyancourt        |            |

La commune de Saint-Cyr-l'École à 21,5 kilomètres à l'ouest-sud-ouest de Paris Notre-Dame (à vol d'oiseau) est limitrophe des communes de Versailles à l'est, de Guyancourt au sud, de Montigny-le-Bretonneux au sud-sud-ouest, de Bois-d'Arcy au sud-ouest, de Fontenay-le-Fleury à l'ouest et de Bailly au nord.
Son territoire s'étend en grande partie dans la plaine de Versailles, et est délimité au nord par le ru de Gally, à une altitude de 115 m environ, remontant progressivement vers le sud urbanisé  puis par un talus nettement marqué au pied des voies ferrées jusqu'à un plateau culminant à 170 m d'altitude environ.
Il est bordé à l'ouest par l'autoroute A12 et à l'est par la voie ferrée dite de Grande Ceinture (fermée au trafic) reliant Versailles à Saint-Germain-en-Laye. 
Depuis le 6 juillet 2022, le trafic a été rouvert pour la ligne 13 du tramway reliant de la gare de Saint-Cyr à la gare de Saint-Germain-en-Laye et traversé dans sa partie nord-ouest par l'aqueduc de l'Avre.
La partie nord de la commune, très peu urbanisée, accueille différentes cultures ainsi que l'aérodrome de Saint-Cyr-l'École, l'un des plus anciens aérodromes civils de France. Dans la partie sud-ouest se trouve le Bois Cassé culminant à 175 m d'altitude et traversé par le sentier de grande randonnée GR 11.
La partie sud de la commune, située sur le plateau au-dessus des voies ferrées, se nomme l'Épi d'Or et est quelque peu excentrée mais permet l'accès direct à la banlieue sud de Paris par la route nationale 12 à caractéristiques de voie rapide.

### Voies de communications et transports

#### Réseau routier
La desserte routière est assurée principalement par la route départementale 10 reliant Versailles à Rambouillet et la route départementale 11 reliant Saint-Cyr-l'École à Plaisir.
À proximité immédiate se trouve l'échangeur de Bois-d'Arcy entre l'autoroute A12, axe nord-sud qui relie le triangle de Rocquencourt à Trappes (puis à la RN 10), la RN 12, axe ouest-est qui relie Dreux à l'A86.

#### Desserte ferroviaire

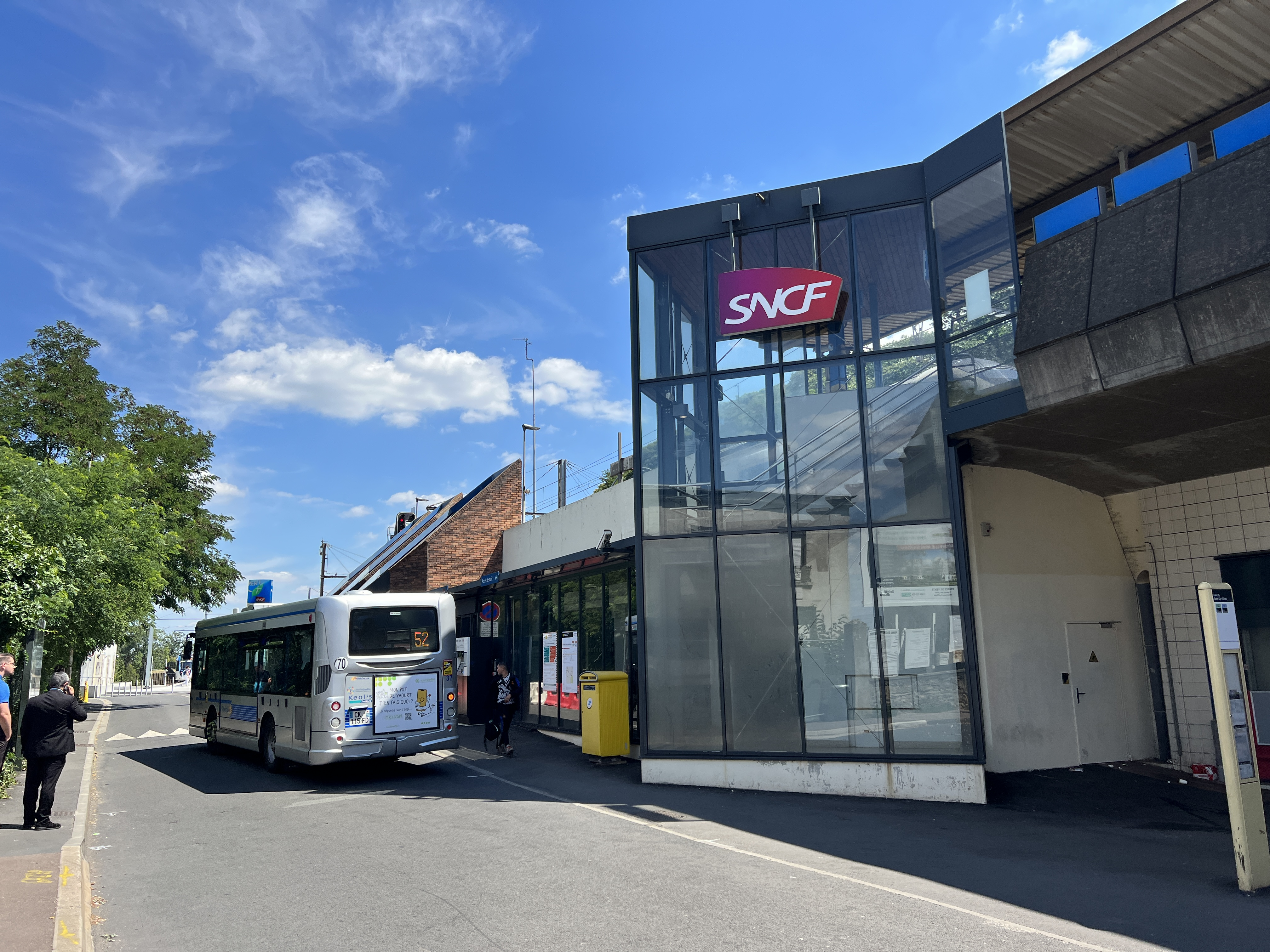
La gare de Saint-Cyr.

La desserte ferroviaire est assurée par la gare de Saint-Cyr, gare du réseau Transilien située sur les lignes
- ligne N reliant Paris à  Rambouillet/Plaisir - Grignon/Mantes-la-Jolie, la gare n'est pas desservie par les trains venant de Dreux. La gare se situe sur la ligne reliant Paris-Montparnasse à Chartres et se trouvant à la pointe de la bifurcation donnant accès à la ligne de Granville via Plaisir - Grignon et Dreux. Des services directs de trains de banlieue sont assurés vers Paris-Montparnasse via Versailles-Chantiers.
- RER C reliant Saint Martin d'Étampes à Saint-Quentin-en-Yvelines, desservant Paris-Austerlitz via Invalides.
- ligne U reliant  La Défense à La Verrière.
- ligne T13, reliant la ville à Saint-Germain-en-Laye, dont le terminus se situe à la gare de Saint-Cyr. La commune est également desservie par les arrêts Les Portes de Saint-Cyr et Allée Royale.

La gare de Saint-Cyr étant avant le Y (séparation de la ligne depuis Paris vers Plaisir/Mantes d'un côté et Rambouillet de l'autre), c'est la dernière gare de la ligne N la mieux desservie.
Une rénovation complète de la gare a été effectuée en 2012 (nouvelle façade et nouveau hall notamment).

### Transports en commun
La commune est desservie :
- par les lignes 6211, 6240, 6251, 6252, 6253, 6254 et 6288 du réseau de bus Grand Versailles ;
- par la ligne 5117 du réseau de bus Île-de-France Ouest ;
- par la ligne 5288 du réseau de bus Centre et Sud Yvelines ;
- par les lignes 5102 et 5134 du réseau de bus de Saint-Quentin-en-Yvelines ;
- par les lignes N160 et N161 du réseau Noctilien (la nuit).

#### Accès par la voie aérienne
L'aérodrome est ouvert à la circulation aérienne légère publique et est exploité par la société Paris Aéroport.
L'arrivée en ULM doit faire l'objet d'une autorisation préalable.

### Climat
Pour des articles plus généraux, voir Climat de l'Île-de-France et Climat des Yvelines.
En 2010, le climat de la commune est de type climat océanique dégradé des plaines du Centre et du Nord, selon une étude du CNRS s'appuyant sur une série de données couvrant la période 1971-2000. En 2020, Météo-France publie une typologie des climats de la France métropolitaine dans laquelle la commune est exposée à un climat océanique altéré et est dans la région climatique  Sud-ouest du bassin Parisien, caractérisée par une faible pluviométrie, notamment au printemps (120 à 150 mm) et un hiver froid (3,5 °C). 
Pour la période 1971-2000, la température annuelle moyenne est de 10,9 °C, avec une amplitude thermique annuelle de 14,9 °C. Le cumul annuel moyen de précipitations est de 674 mm, avec 11,1 jours de précipitations en janvier et 7,9 jours en juillet. Pour la période 1991-2020, la température moyenne annuelle observée sur la station météorologique la plus proche, située sur la commune de Trappes à 5 km à vol d'oiseau, est de 11,6 °C et le cumul annuel moyen de précipitations est de 686,3 mm,. Pour l'avenir, les paramètres climatiques de la commune estimés pour 2050 selon différents scénarios d'émission de gaz à effet de serre sont consultables sur un site dédié publié par Météo-France en novembre 2022.
| Mois                                  | jan.             | fév.             | mars             | avril           | mai             | juin           | jui.          | août          | sep.            | oct.            | nov.            | déc.             | année      |
| ------------------------------------- | ---------------- | ---------------- | ---------------- | --------------- | --------------- | -------------- | ------------- | ------------- | --------------- | --------------- | --------------- | ---------------- | ---------- |
| Température minimale moyenne (°C)     | 1,9              | 1,8              | 3,9              | 6               | 9,4             | 12,5           | 14,4          | 14,2          | 11,3            | 8,5             | 4,8             | 2,4              | 7,6        |
| Température moyenne (°C)              | 4,3              | 4,9              | 7,9              | 10,7            | 14,1            | 17,3           | 19,5          | 19,4          | 16              | 12,2            | 7,6             | 4,8              | 11,6       |
| Température maximale moyenne (°C)     | 6,8              | 8                | 11,9             | 15,4            | 18,8            | 22,1           | 24,6          | 24,6          | 20,7            | 15,8            | 10,4            | 7,2              | 15,5       |
| Record de froid (°C) date du record   | −15,8 17.01.1985 | −15,6 13.02.1929 | −10,5 07.03.1971 | −4,1 12.04.1986 | −1,2 07.05.1957 | 0,1 01.06.1936 | 2 09.07.1929  | 4 31.08.1928  | −0,5 20.09.1952 | −5,2 28.10.1931 | −8,9 24.11.1998 | −14,3 22.12.1946 | −15,8 1985 |
| Record de chaleur (°C) date du record | 16 05.01.1999    | 20,3 27.02.19    | 24,7 31.03.21    | 28 18.04.1949   | 30,9 27.05.05   | 36 18.06.22    | 40,6 25.07.19 | 39,1 06.08.03 | 34,6 09.09.23   | 29 01.10.1985   | 21 03.11.1927   | 16,8 07.12.00    | 40,6 2019  |
| Ensoleillement (h)                    | 57               | 806              | 1 337            | 1 758           | 2 017           | 2 096          | 2 223         | 2 163         | 1 769           | 1 168           | 676             | 553              | 17 138     |
| Précipitations (mm)                   | 56,2             | 49,9             | 50,1             | 49,9            | 66              | 57             | 56,3          | 56,1          | 49,8            | 61,8            | 61,2            | 72               | 686,3      |

## Urbanisme

### Typologie
Au 1er janvier 2024, Saint-Cyr-l'École est catégorisée grand centre urbain, selon la nouvelle grille communale de densité à sept niveaux définie par l'Insee en 2022.
Elle appartient à l'unité urbaine de Paris, une agglomération inter-départementale regroupant 407  communes, dont elle est une commune de la banlieue,,. Par ailleurs la commune fait partie de l'aire d'attraction de Paris, dont elle est une commune du pôle principal,. Cette aire regroupe 1 929 communes,.

### Occupation des sols
Le tableau ci-dessous présente l'occupation des sols de la commune en 2018, telle qu'elle ressort de la base de données européenne d’occupation biophysique des sols Corine Land Cover (CLC).
| Type d’occupation                                              | Pourcentage | Superficie (en hectares) |
| -------------------------------------------------------------- | ----------- | ------------------------ |
| Tissu urbain discontinu                                        | 55,9 %      | 284                      |
| Zones industrielles ou commerciales et installations publiques | 3,0 %       | 15                       |
| Équipements sportifs et de loisirs                             | 10,2 %      | 52                       |
| Terres arables hors périmètres d'irrigation                    | 23,0 %      | 117                      |
| Prairies et autres surfaces toujours en herbe                  | 1,6 %       | 8                        |
| Forêts de feuillus                                             | 6,2 %       | 32                       |
| Source : Corine Land Cover                                     |             |                          |

## Toponymie
Attestée sous les formes Sanctus Ciricus, Sanctus cyricus vers 1186, Sanctus Cyriacus vers 1190, Saint-Cir et Saint-Cir au Val de Gallie en 1482.
Saint-Cyr est un hagiotoponyme, l'origine de son nom remonte au IVe siècle, période de persécution des chrétiens durant laquelle le jeune martyr chrétien saint Cyr, âgé de 3 ans et sa mère sainte Julitte furent arrêtés puis assassinés.
Le déterminant fait allusion à l'École militaire.

## Histoire
L’histoire de la ville commence à la fin du XIe siècle, lorsque les moines de l’abbaye Sainte-Geneviève à Paris décident d’implanter, en bordure du ru de Gally, une chapelle et un prieuré avec sa ferme, pour évangéliser et défricher le Val.
Robert III, évêque de Chartres, fonde en 1156 le monastère de Notre-Dame-des-Anges près de l’église de Saint-Cyr.
De 1562 à 1598, les guerres de Religion ravagent l’actuelle Île-de-France. Une chapelle de style gothique sera construite vers 1650 ainsi qu'une porte d'entrée à l'abbaye, décorée des armes de France, supportées par deux anges.
Le 11 juin 1717, Pierre le Grand visita Saint-Cyr[réf. nécessaire].
L'école de Saint-Cyr

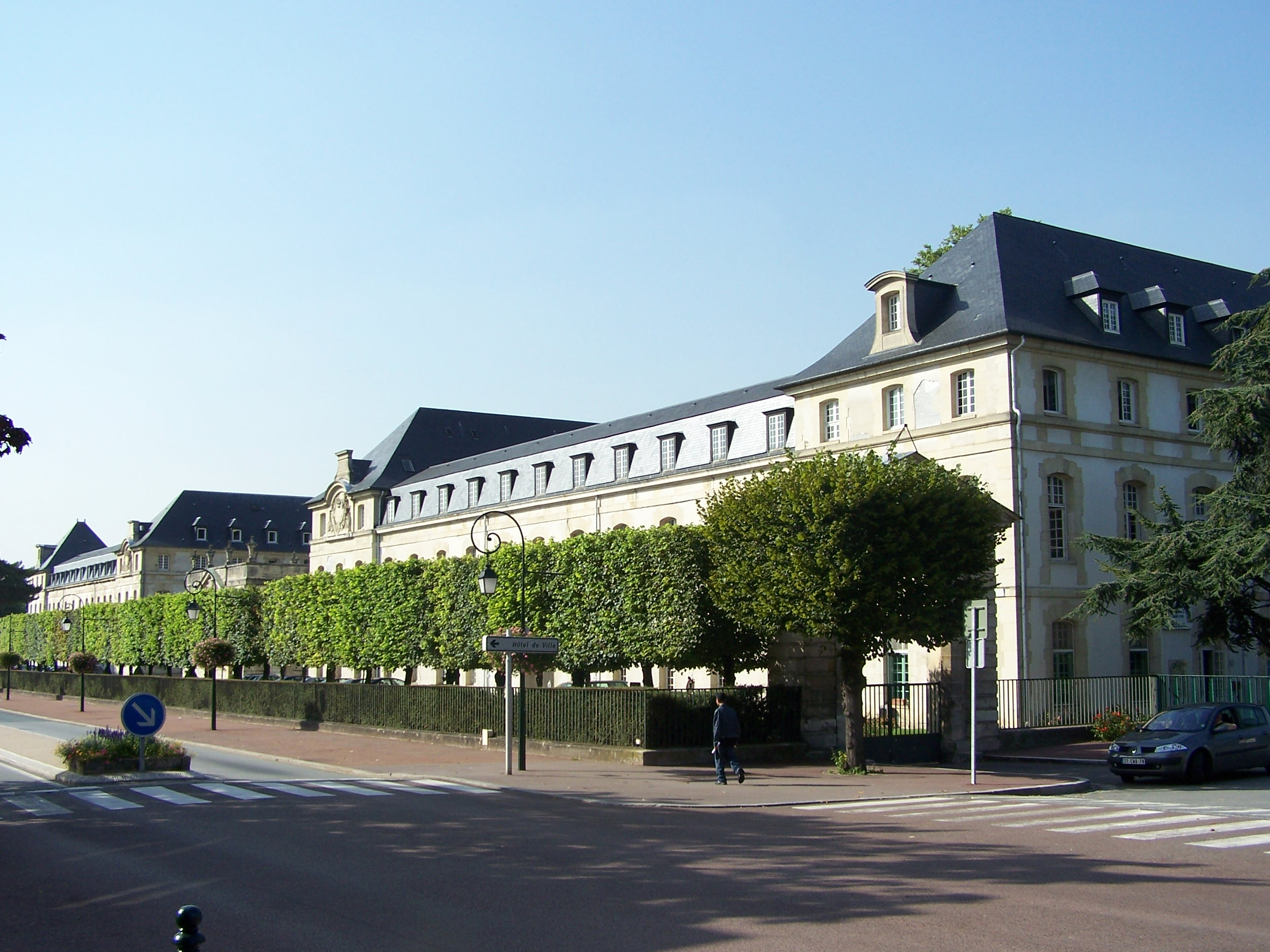
Le lycée militaire de Saint-Cyr.

En 1686 est fondée la maison royale de Saint-Louis, maison d'éducation pour 250 jeunes filles, par Madame de Maintenon et dont la construction est confiée à Jules Hardouin-Mansart.
En 1808, dans les mêmes bâtiments s'installe l'École spéciale militaire. Cette école, fondée en 1802 à Fontainebleau par Napoléon Ier puis transférée à Saint-Cyr, y reste jusqu'en 1940, année où elle fut repliée à Aix-en-Provence.
Les bâtiments de Saint-Cyr sont alors gravement touchés par les bombardements alliés de 1944 et l'école est recréée en 1945, mais à Coëtquidan (Morbihan) sous le nom d' « École spéciale militaire de Saint-Cyr ». Ces bâtiments reconstruits en 1964 accueillent aujourd'hui le lycée militaire de Saint-Cyr, surnommé le Coldo ou le Vieux bahut, qui est d'abord collège de 1966 à 1984.
De la Révolution au XIXe siècle
Au cours de la Révolution française, la commune porte provisoirement le nom de Libreval et de Val-Libre.
Le chemin de fer dessert le village dès 1849 avec la mise en service de la gare de Saint-Cyr sur la ligne de Paris-Montparnasse à Brest puis la ligne de Saint-Cyr à Surdon vers Granville, facilitant les déplacements et l'installation des premières industries locales.
Lors de la Guerre franco-allemande de 1870, de septembre 1870 à mars 1871, les troupes prussiennes occupent le village.
Le 27 mars 1874, la loi prévoit la construction du fort de Saint-Cyr destiné à protéger la ville de Saint-Cyr-l'École d'où sa dénomination alors que le fort était implanté sur la commune de Bois-d'Arcy. Actuellement, il est sur la commune de Montigny-le-Bretonneux après des modifications de limites territoriales entre les deux communes.
Seconde Guerre mondiale
Lors de la Seconde Guerre mondiale, la base aérienne de Saint-Cyr abrite le dépôt central de la Luftwaffe. Conséquence : la ville est sinistrée à 97,8 % par les bombardements britanniques de juin 1944, ce qui endommage la commune limitrophe de Versailles et son parc,. Seuls vingt-cinq immeubles sur mille cent trente sont indemnes à la fin du conflit, qui fait plus de 300 victimes.
En 1995, Saint-Cyr a reçu officiellement la Croix de guerre 1939-1945 avec palme, qui lui avait été décernée quarante-cinq ans plus tôt pour faits de résistance et pour son attitude exemplaire sous les bombardements mais que la municipalité d'alors avait refusée.
Années 2000
Depuis les années 2000, la ville connait une nouvelle croissance démographique, parmi les plus fortes de la région. Un phénomène principalement dû à d'importantes constructions de logements neufs sur d'anciennes friches, notamment militaires. La seule ZAC Charles-Renard voit par exemple la construction de 1 500 logements, nécessitant la construction du nouveau groupe scolaire Jacqueline-de-Romilly. Le maire anticipe une population qui atteindrait 20 000 habitants d'ici 2023, contre 15 778 en 2006.

## Politique et administration

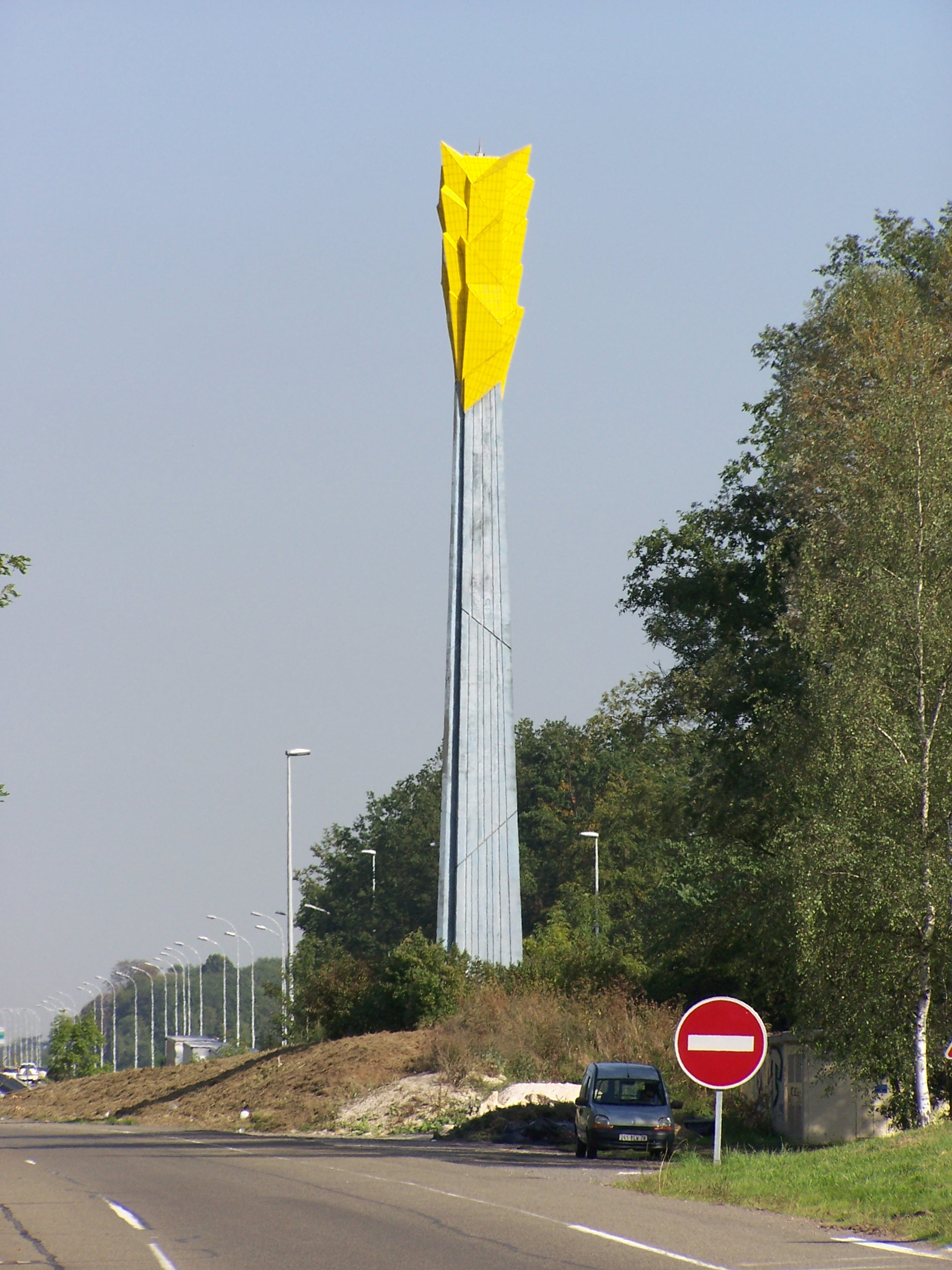
L'Épi d'Or à la sortie de la RN 12.

### Rattachements administratifs et électoraux
Antérieurement à la loi du 10 juillet 1964, la commune faisait partie du département de Seine-et-Oise. La réorganisation de la région parisienne en 1964 fit que la commune appartient désormais au département des Yvelines et à son arrondissement de Versailles après un transfert administratif effectif au 1er janvier 1968.
Pour l'élection des députés, Saint-Cyr fait partie de la onzième circonscription des Yvelines.
Elle faisait partie de 1801 à 1964 du canton de Versailles-Ouest, année où elle intègre le canton de Versailles-Nord-Ouest du département de Seine-et-Oise. Lors de la mise en place des Yvelines, elle est rattachée en 1967 à un nouveau canton de Versailles-Ouest puis, en 1976, devient le chef-lieu du canton de Saint-Cyr-l'École. Dans le cadre du redécoupage cantonal de 2014 en France, ce canton, dont la commune est désormais le bureau centralisateur, est modifié, passant de 3 à 6 communes.

### Intercommunalité
La ville a adhéré à la communauté de communes du Grand Parc, créée fin 2002. Celle-ci, dont Saint-Cyr est toujours membre, s'est transformée en communauté d'agglomération en 2010 sous le nom de communauté d'agglomération Versailles Grand Parc.

### L’opération d'intérêt national Paris Saclay

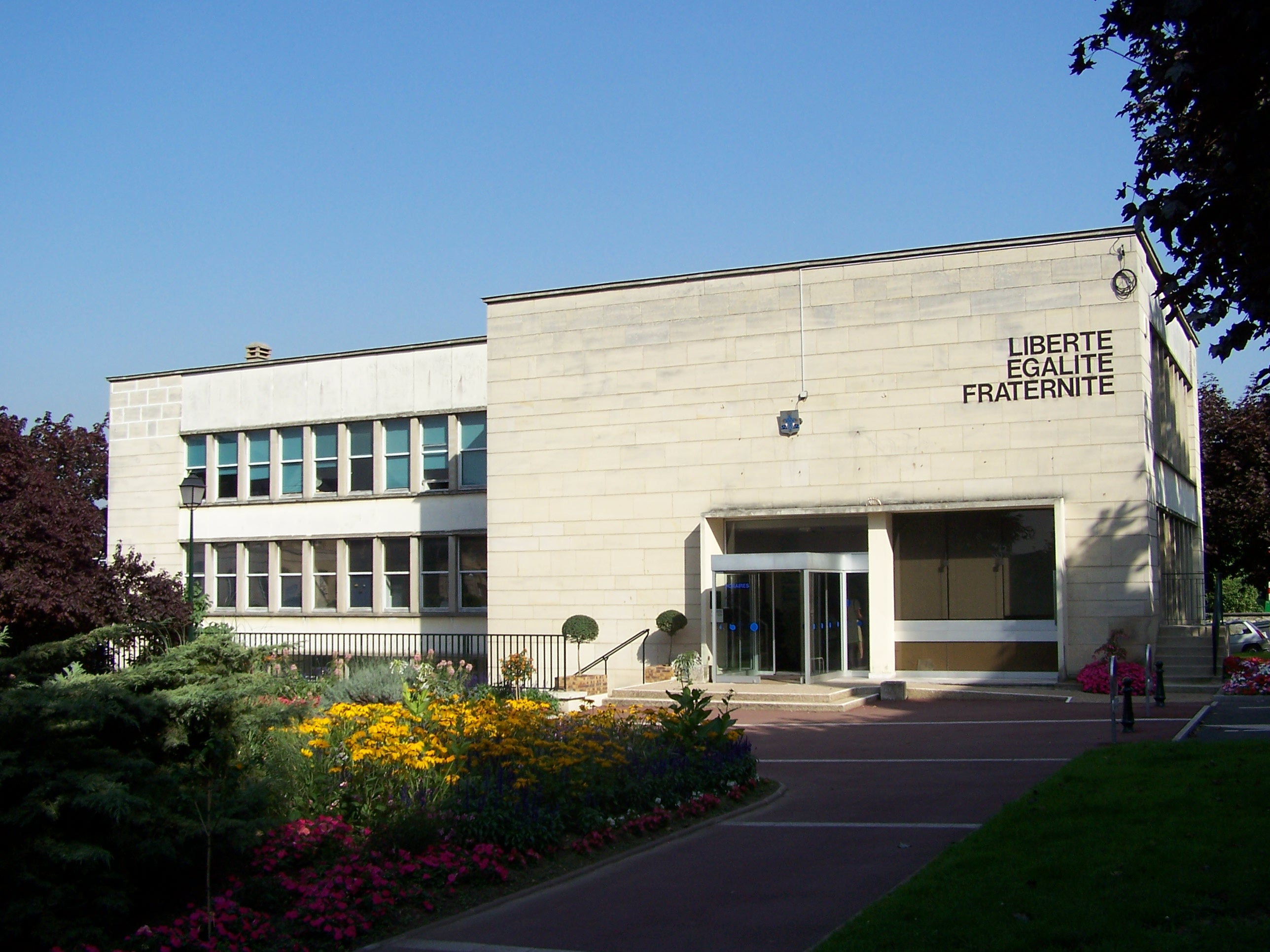
La mairie en 2006, avant sa restructuration.

L’opération d'intérêt national (OIN) Paris Saclay, dont le territoire s’étend sur 49 communes incluant Massy, Palaiseau, Saclay, Versailles, Saint-Quentin-en-Yvelines et, en l'occurrence, Saint-Cyr-l'École, vise à mettre en place un projet d’aménagement adossé à un projet scientifique pour le développement équilibré de ce territoire dans les prochaines décennies.

### Tendances politiques et résultats
Présidentielles
- 2022 : 69,24 % pour Emmanuel Macron (LREM), 30,76 % pour Marine Le Pen (RN), 71,42 % de participation.
- 2017 : 76,34 % pour Emmanuel Macron (LREM), 23,66 % pour Marine Le Pen (RN), 72,72 % de participation.
- 2012 : 52,58 % pour François Hollande (PS), 47,42 % pour Nicolas Sarkozy (UMP), 78,25 % de participation.
- 2007 : 51,93 % pour Nicolas Sarkozy (UMP), 48,07 % pour Ségolène Royal (PS), 82,26 % de participation.
- 2002 : 85,59 % pour Jacques Chirac (RPR), 14,41 % pour Jean-Marie Le Pen (FN), 78,19 % de participation.

Législatives
- 2024 : 56,85 % pour Laurent Mazaury (UDI), 43,15 % pour William Martinet (LFI), 66,59 % de participation.
- 2022 : 54,90 % pour Aurélie Piacenza (LREM), 45,10 % pour William Martinet (LFI), 50,36 % de participation.
- 2020 (partielle) : 57,63 % pour Philippe Benassaya (LR), 42,37 % pour Sandrine Grandgambe (G.S), 16,08 % de participation.
- 2017 : 54,90 % pour Nadia Hai (LREM), 45,10 % pour Jean-Michel Fourgous (LR), 43,18 % de participation.
- 2012 : 53,52 % pour Benoît Hamon (PS), 46,48 % pour Jean-Michel Fourgous (UMP), 54,77 % de participation.
- 2007 : 53,95 % pour Jean-Michel Fourgous (UMP), 46,05 % pour Safia Otokoré (PS), 53,20 % de participation.
- 2002 :  53,13 % pour Jean-Michel Fourgous (UMP), 46,87 % pour Catherine Tasca (PS), 61,02 % de participation.

Européennes
- 2024 : 18,36 % pour Jordan Bardella (RN), 15,68 % pour Valérie Hayer (ENS), 53,34 % de participation.
- 2019 : 26,12 % pour Nathalie Loiseau (RE), 14,49 % pour Jordan Bardella (RN), 51,08 % de participation.
- 2014 : 20,97 % pour Alain Lamassoure (UMP), 17,86 % pour Aymeric Chauprade (FN), 43,38 % de participation.
- 2009 : 27,88 % pour Michel Barnier (UMP), 13,04 % pour Harlem Désir (PS), 42,36 % de participation.

- 2004 : 23,67 % pour Harlem Désir (PS), 14,66 % pour Patrick Gaubert (UMP), 44,84 % de participation.

Régionales
- 2021 :  48,03 % pour Valérie Pécresse (LR), 30,76 % pour Julien Bayou (EELV), 32,68 % de participation.
- 2015 :  44,58 % pour Valérie Pécresse (LR), 41,21 % pour Claude Bartolone (PS), 52,83 % de participation.
- 2010 :  50,54 % pour Valérie Pécresse (UMP), 49,46 % pour Jean-Paul Huchon (PS), 48,81 % de participation.
- 2004 :  51,82 % pour Jean-Paul Huchon (PS), 38,17 % pour Jean-François Copé (UMP), 66,07 % de participation.

Départementales
- 2021 : 62,03 % pour Philippe Benassaya (LR) - Sonia Brau (UDI), 37,97 % pour Nicolas Farré (EELV) - Monique Huynh-Tan (EELV), 32,69 % de participation.
- 2015 : 56,60 % pour Philippe Benassaya (LR) - Sonia Brau (UDI), 43,40 % pour Fabienne Gelgon-Bilbault (PS) - Jean-Philippe Mallé (PS), 40,98 % de participation.

Cantonales
- 2011 : 57,90 % pour Jean-Philippe Mallé (PS), 42,10 % pour Jean-Jacques Lasserre (UMP), 37,61 % de participation.
- 2004 : 53,64 % pour Claude Vuilliet (PS), 46,36 % pour Philippe Lavaud (UMP), 66,29 % de participation.

Municipales
- 2020 : 55,59 % pour Sonia Brau (UDI), 44,40 % pour Lydie Dulongpont (SE), 37,47 % de participation
- 2014 : 48,55 % pour Bernard Debain (UMP), 34,06 % pour Daniel Guerson (DVG), 56,05 % de participation
- 2008 : 50,56 % pour Bernard Debain (UMP), 34,48 % pour Marc Sadoun (PS), 56,65 % de participation
- 2001 : 49,85 % pour Philippe Lavaud (RPR), 28,54 % pour - (-), 60,50 % de participation.

Référendaires
- Référendum de 2005 relatif au traité établissant une Constitution pour l'Europe : 51,38 % pour le Oui, 48,62 % pour le Non, 67,25 % de participation.
- Référendum de 1992 relatif au traité de Maastricht : 52,43 % pour le Oui, 47,57 % pour le Non, 71,20 % de participation.

### Jumelages
Saint-Cyr-l'École est jumelée avec la ville de Butzbach ( Allemagne), la ville écossaise de Bonnyrigg ( Royaume-Uni) et la ville de Ponte de Lima ( Portugal) et a signé une « charte d'amitié » avec le village d’Attinguié ( Côte d'Ivoire).

## Population et société
Les habitants sont appelés les Saint-Cyriens.

### Démographie

#### Évolution démographique
L'évolution du nombre d'habitants est connue à travers les recensements de la population effectués dans la commune depuis 1793. Pour les communes de plus de 10 000 habitants les recensements ont lieu chaque année à la suite d'une enquête par sondage auprès d'un échantillon d'adresses représentant 8 % de leurs logements, contrairement aux autres communes qui ont un recensement réel tous les cinq ans,.

En 2022, la commune comptait 20 451 habitants, en évolution de +13,09 % par rapport à 2016 (Yvelines : +2,72 %, France hors Mayotte : +2,11 %).
| 1793 | 1800 | 1806 | 1821 | 1831  | 1836  | 1841  | 1846  | 1851  |
| ---- | ---- | ---- | ---- | ----- | ----- | ----- | ----- | ----- |
| 734  | 660  | 731  | 712  | 1 079 | 1 013 | 1 718 | 1 758 | 1 713 |

| 1856  | 1861  | 1866  | 1872  | 1876  | 1881  | 1886  | 1891  | 1896  |
| ----- | ----- | ----- | ----- | ----- | ----- | ----- | ----- | ----- |
| 2 277 | 1 931 | 2 308 | 2 677 | 2 918 | 2 727 | 3 340 | 3 641 | 4 205 |

| 1901  | 1906  | 1911  | 1921  | 1926  | 1931  | 1936  | 1946  | 1954  |
| ----- | ----- | ----- | ----- | ----- | ----- | ----- | ----- | ----- |
| 4 253 | 3 794 | 3 924 | 6 190 | 7 339 | 8 277 | 8 694 | 4 458 | 7 368 |

| 1962  | 1968   | 1975   | 1982   | 1990   | 1999   | 2006   | 2011   | 2016   |
| ----- | ------ | ------ | ------ | ------ | ------ | ------ | ------ | ------ |
| 9 309 | 16 001 | 16 537 | 14 996 | 14 829 | 14 566 | 15 778 | 17 655 | 18 084 |

| 2021   | 2022   | - | - | - | - | - | - | - |
| ------ | ------ | - | - | - | - | - | - | - |
| 20 971 | 20 451 | - | - | - | - | - | - | - |

#### Pyramide des âges
La population de la commune est relativement jeune. En 2018, le taux de personnes d'un âge inférieur à 30 ans s'élève à 42,2 %, soit au-dessus de la moyenne départementale (38 %). À l'inverse, le taux de personnes d'âge supérieur à 60 ans est de 16 % la même année, alors qu'il est de 21,7 % au niveau départemental.
En 2018, la commune comptait 9 271 hommes pour 9 740 femmes, soit un taux de 51,23 % de femmes, légèrement inférieur au taux départemental (51,32 %).
Les pyramides des âges de la commune et du département s'établissent comme suit.
| Hommes | Classe d’âge | Femmes |
| ------ | ------------ | ------ |
| 0,4    | 90 ou +      | 0,9    |
| 4,0    | 75-89 ans    | 5,5    |
| 10,1   | 60-74 ans    | 10,9   |
| 17,5   | 45-59 ans    | 18,9   |
| 24,5   | 30-44 ans    | 22,8   |
| 21,2   | 15-29 ans    | 20,0   |
| 22,2   | 0-14 ans     | 20,9   |

| Hommes | Classe d’âge | Femmes |
| ------ | ------------ | ------ |
| 0,6    | 90 ou +      | 1,4    |
| 6      | 75-89 ans    | 7,8    |
| 13,5   | 60-74 ans    | 14,8   |
| 20,7   | 45-59 ans    | 20,1   |
| 19,6   | 30-44 ans    | 19,9   |
| 18,5   | 15-29 ans    | 16,8   |
| 21,2   | 0-14 ans     | 19,2   |

### Enseignement

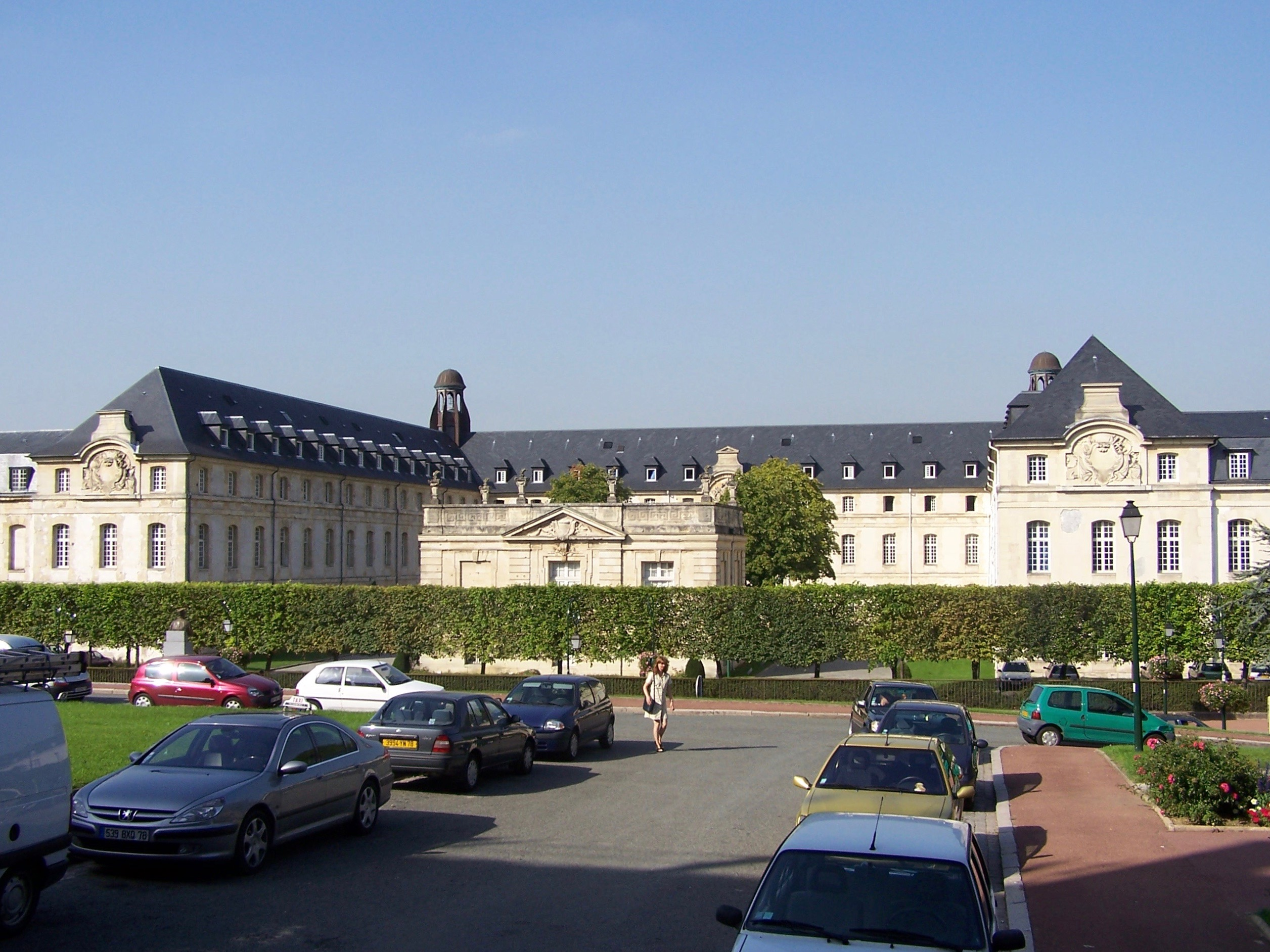
Lycée militaire de Saint-Cyr.

Saint-Cyr-l'École est située dans l'académie de Versailles. Saint-Cyr-l’École dispose de six écoles maternelles, de quatre écoles primaires, d'un collège, de trois lycées ainsi que d'une école privée hors contrat, Sainte-Julitte (maternelle et primaire, ouverte en septembre 2011).
Répartition des élèves en 2004 :
- Écoles maternelles (6) : 762
- Écoles primaires (4) : 1 002
- Collège Jean-Racine : 610
- Lycée général Mansart : 856
- Lycée militaire de Saint-Cyr : 715
- Lycée professionnel Jean-Perrin : 540

### Manifestations culturelles et festivités
L'Union musicale la Saint-Cyrienne est l'harmonie de la ville de Saint-Cyr-l'École qui joue lors des manifestations officielles de la ville. Elle réalise également de nombreux concerts en partenariat régulier avec d'autres harmonies de France, de Belgique et d'autres pays. Elle est créée le 10 septembre 1877 par des ouvriers anciens musiciens de l'armée et dirigée par un sous-officier versaillais sous le nom de La Saint-Cyrienne. Au cours de La Première Guerre mondiale une grande partie des musiciens seront tués, lors de la Seconde Guerre mondiale, elle sera interdite pas les autorités. Elle renaît en 1944 sous le nom d'Union musicale La Saint-Cyrienne. Elle compte aujourd'hui 60 membres.
En 1950, Jean Cocteau utilisa les ruines de l'école bombardée pendant la guerre, pour tourner son film Orphée[réf. souhaitée].

### Sports
Le parc municipal Maurice-Leluc est un parc paysager ouvert aux promeneurs. Il dispose de plusieurs installations sportives réservé à la pratique associative : quatre terrains de football, un terrain de rugby, deux courts de tennis couverts et cinq courts extérieurs, une piste d'athlétisme et un parcours de course d'orientation.

### Cultes

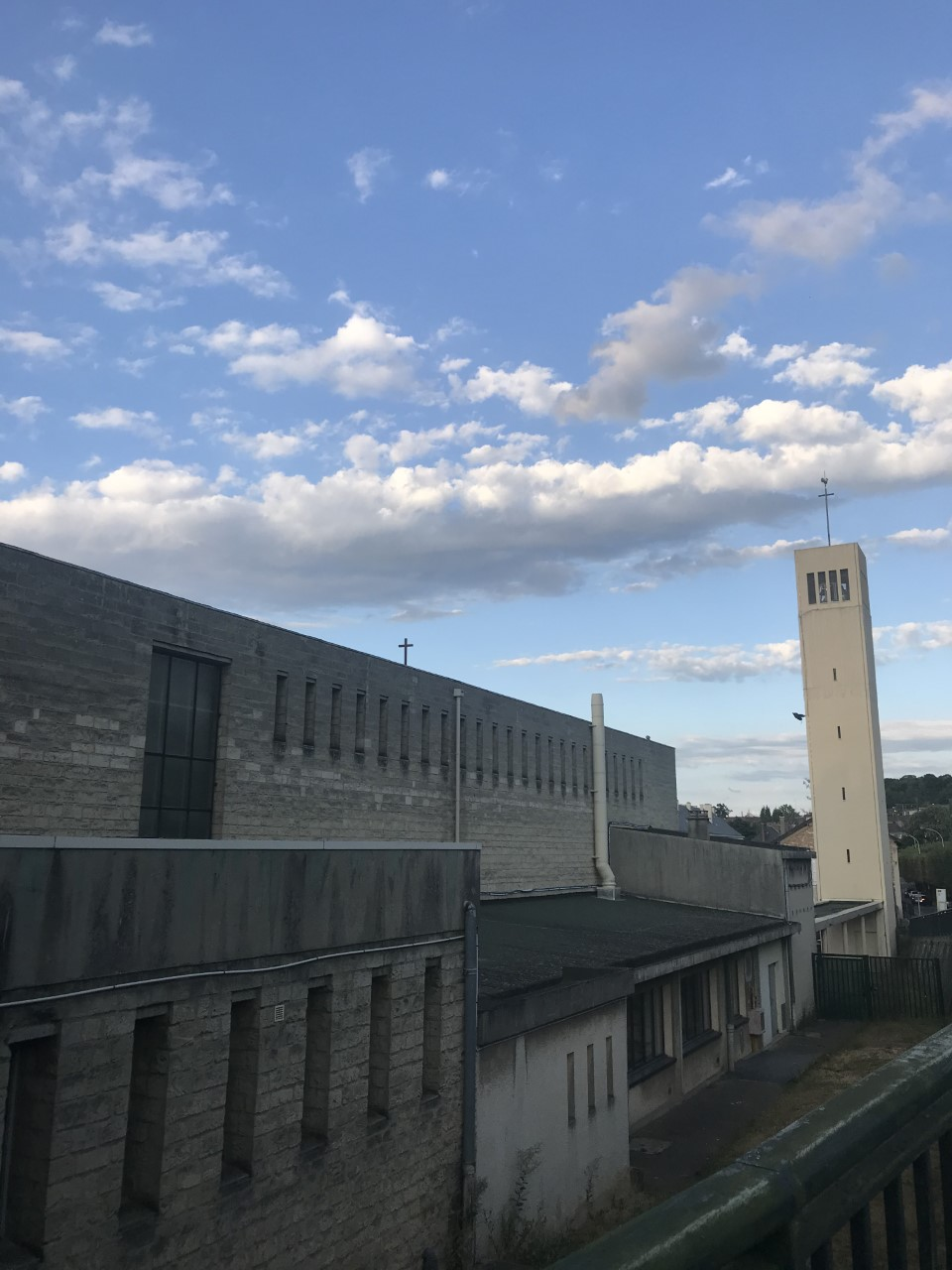
Église Sainte-Julitte.

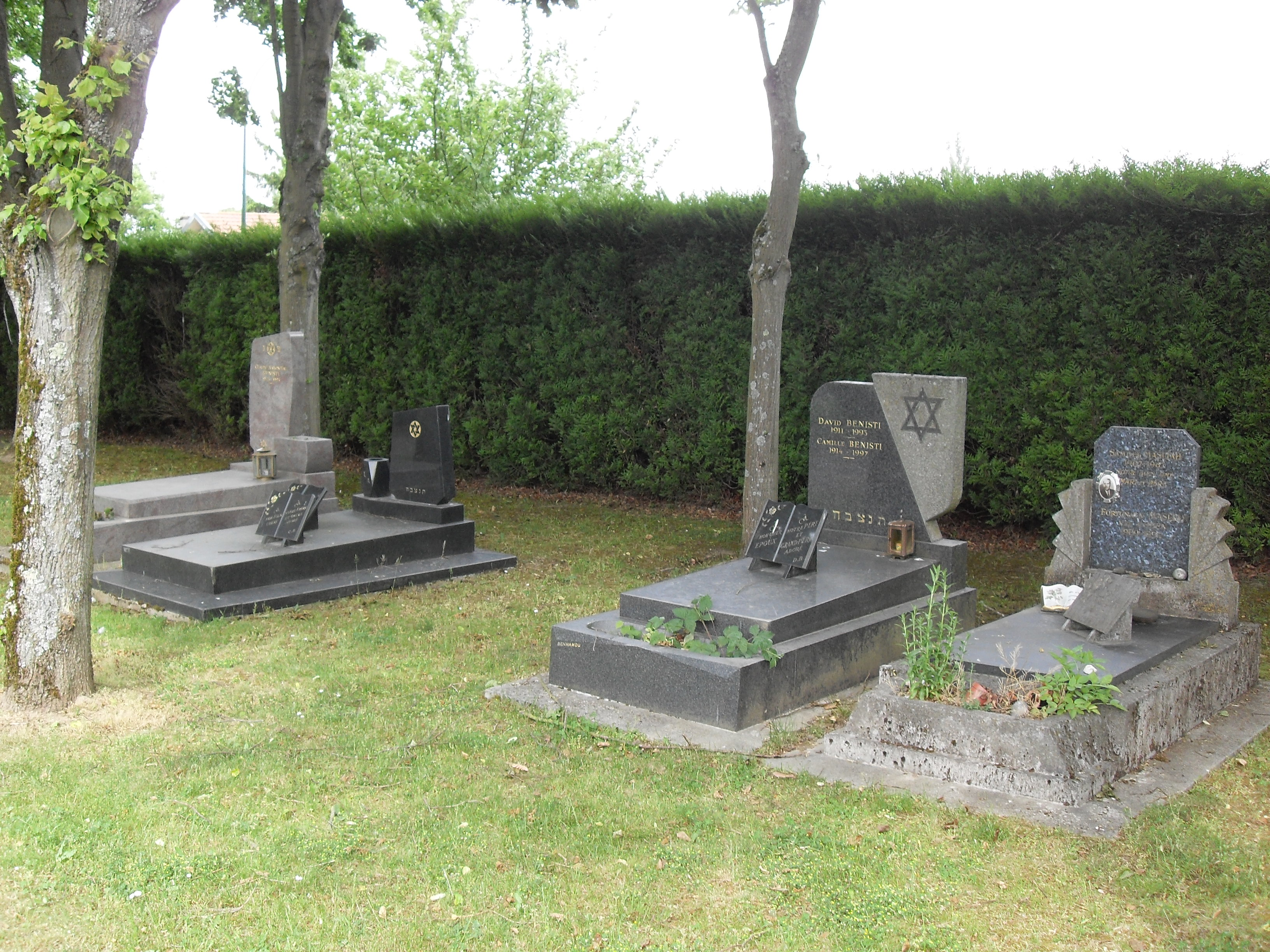
Tombes israélites à Saint-Cyr-l'École.

- Le curé de la paroisse catholique est le père abbé Antoine Roland-Gosselin.
  - L'église Saint-Cyr-Sainte-Julitte est le lieu de culte principal de la paroisse. Elle a été bâtie entre 1959 et 1962 et consacrée le 2 juin 1963 par l'évêque de Versailles, Mgr Alexandre-Charles Renard (le premier coup de bulldozer fut donné le jeudi 21 mai 1959), remplaçant l'ancienne église de la fin du XIXe siècle, détruite par les bombardements alliés de 1944. L'autel a été profané en octobre 2018 par des vandales[61].
  - La chapelle Sainte-Thérèse, construite en 1975, se trouve au bout de la rue de l'Union à l'Épi d'Or. Elle remplace une chapelle existant au même endroit et construite avant la Seconde Guerre mondiale.
  - La chapelle Saint-Martin dessert le quartier HLM du nord de la commune. Elle a été bâtie en 1973 par l'architecte Henri Mouette, comme l'ensemble du quartier.
- Culte musulman : une salle de prière est située au no 1 de la rue Jean-Lurçat dans le quartier Gérard-Philipe. Un projet de lieu de culte est en cours en partenariat avec la ville de Fontenay-le-Fleury.
- Cimetière israélite : en septembre 1993, cinq tombes du cimetière juif de Saint-Cyr-l’École ont été saccagées. Les stèles ont été cassées et les ornements funéraires dispersés.

## Économie
La ville de Saint-Cyr-l'École a été intimement liée à son histoire aéronautique en raison de la présence de son aérodrome dès 1907.

### Revenus de la population et fiscalité
En 2010, le revenu fiscal médian par ménage était de 35 409 €.

### Emploi
Avec 3 210 emplois, Saint-Cyr-l'École enregistre une baisse de 1,2 % des emplois par rapport à 2007 soit un taux de chômage de 8,1 % en 2012[réf. nécessaire].

### Entreprises et commerces
L'aérodrome de Saint-Cyr, créé en 1907, est actuellement géré par le Groupe ADP (anciennement Aéroports de Paris).
Saint-Cyr-l'École accueille notamment l'Institut aérotechnique depuis 1911.
Cet organisme de recherche, rattaché au Conservatoire national des arts et métiers de Paris dispose notamment de souffleries pour les études aérodynamiques et travaille en partenariat avec de nombreuses entreprises publiques et privées des domaines du transport, de l'énergie et des travaux publics. L'Institut aérotechnique est un élément du pôle de compétitivité Vestapolis spécialisé sur la mobilité durable et sécurité routière[réf. nécessaire].

## Culture locale et patrimoine

### Lieux et monuments

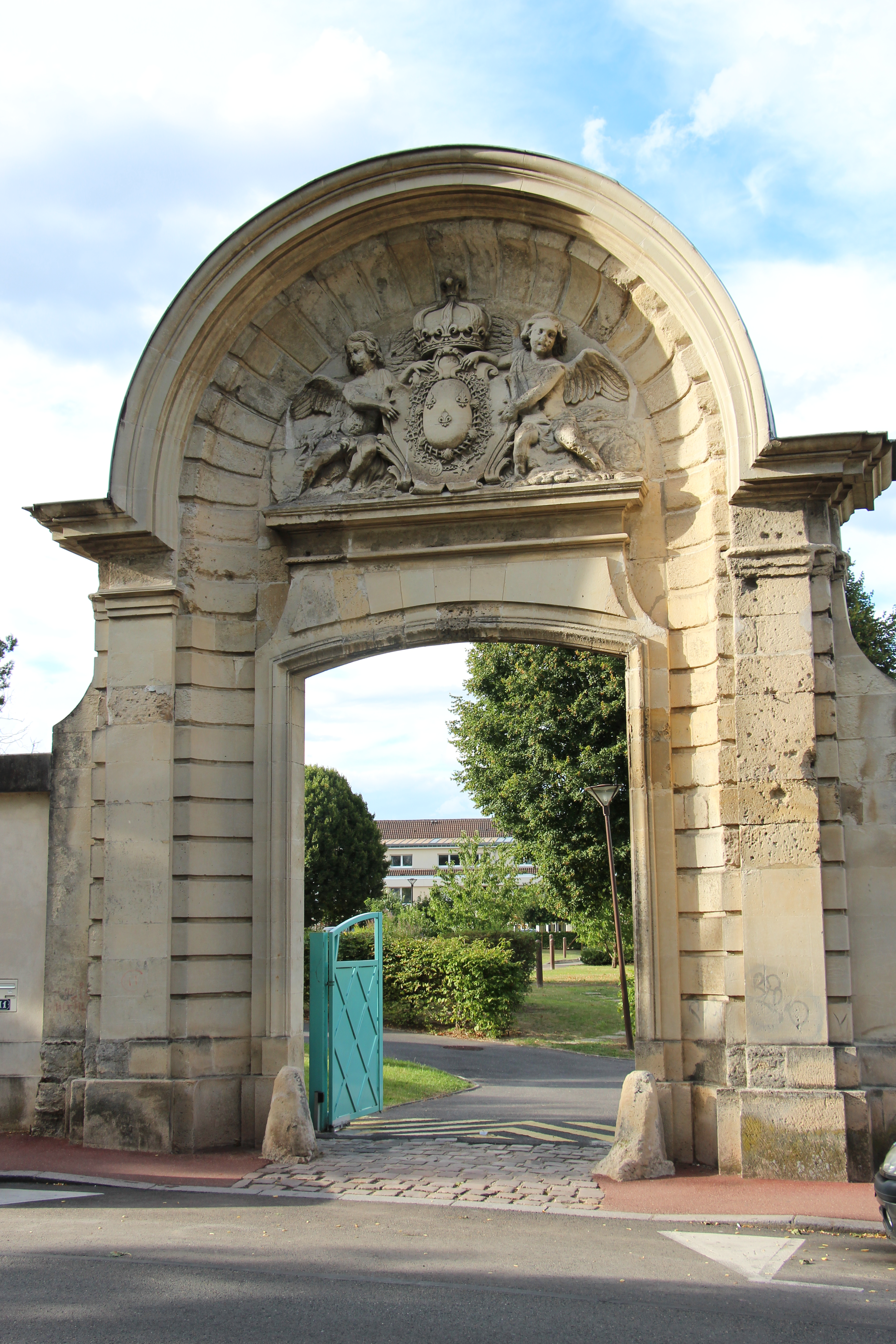
Portail de l'ancienne abbaye Notre-Dame-des-Anges.

- La maison royale de Saint-Louis fondée en 1686 par Madame de Maintenon est ensuite occupée, de 1808 à 1940, par l'École spéciale militaire de Saint-Cyr. Ces bâtiments détruits durant la Seconde Guerre mondiale sont reconstruits en 1964 et accueillent aujourd'hui le lycée militaire de Saint-Cyr. Divers éléments de ces bâtiments ont été protégés, inscrits ou classés, au titre des monuments historiques entre 1942 et 1945[64].
- De l'abbaye Notre-Dame-des-Anges dissoute en 1792, vendue comme bien national et en partie détruite pour la vente de ses matériaux, il ne reste que le portail d'entrée monumental situé rue Raymond-Lefebvre. Ce portail, aujourd'hui propriété de la commune, est classé au titre des monuments historiques depuis 1946[65].
- L'église Saint-Cyr-Sainte-Julitte a été  consacrée le 2 juin 1963[66]. Elle contient un christ doré de 1,86 m, œuvre du sculpteur Jean-Baptiste Stienne[67].

### Personnalités liées à la commune
- Madame de Maintenon (née Françoise d’Aubigné, le 27 novembre 1635, et décédée le 15 avril 1719).
- Josse-François-Joseph Benaut, organiste, claveciniste, compositeur, curé de Saint-Cyr (vers 1743-1794).
- Fernand Auguste Besnier (1850-1927), artiste mort dans cette ville.
- Gaston Moch (1859-1935), pacifiste, y est né.
- Saint-Cyr est la ville natale du marquis Henry de La Falaise (1898-1972) — où son père est lieutenant instructeur à l'École spéciale militaire[68] —, cinéaste, traducteur, réalisateur et producteur, devenu américain, et qui a été l'un des six époux de l'actrice Gloria Swanson.
- Colette Deréal (1927-1988), chanteuse et actrice française, est née à Saint-Cyr-l'École.
- Adeline et Edmond Langlois (habitants tous deux à Saint-Cyr[69]) et Henri Rioufol (administrateur aux écoles militaires de Saint-Cyr et Saint-Maixent[70]), ont reçu le titre de Juste parmi les nations par le Comité pour Yad Vashem, dont les noms figurent sur le mur d'honneur du Jardin des Justes à Jérusalem, mais également à Paris, dans l'allée des Justes, près du mémorial de la Shoah, rue Geoffroy-l'Asnier[71].
- Le groupe de rock Les Plastiscines s'est formé alors que les jeunes filles étaient lycéennes à Saint-Cyr-l'École.
- Nathalie Boy de la Tour : présidente de la Ligue de football professionnel depuis 2016, est née à Saint-Cyr-l'École en 1968
- André Cordier, né le 15 novembre 1926 à Saint-Cyr-l’École, fusillé le 11 avril 1944 au Mont-Valérien, commune de Suresnes. Lycéen résistant FTP[72].
- Jean-Francois, né le 4 mars 1927 à Fontenay-le-Fleury, fusillé le 11 avril 1944 au Mont-Valérien, commune de Suresnes. Il demeurait chez ses parents 9 rue de l’Avenir à Saint-Cyr-l’École. Manœuvre et résistant FTP[73].
- Roger Henry, né le 5 octobre 1911 à Saint-Cyr-l'École[74], mort en déportation au camp de Bergen-Belsen le 15 février 1945. Dessinateur industriel, secrétaire à l'IAT, sergent de réserve de l'Armée de l'air et résistant CDLL.
- Charles de Gaulle, est reçu à l'École spéciale militaire en 1909 (promotion de Fès) et en ressort sous-lieutenant en 1912[75]. Le capitaine de Gaulle est chargé de cours d'histoire à l'École de Saint-Cyr, avant son admission à l'École supérieure de guerre en 1922.
- Alphonse Juin, même promotion. Il était le seul à tutoyer de Gaulle.
- Joseph Gallieni, intègre l’École spéciale militaire en 1868 (promotion de Suez). Le 15 juillet 1870, il est nommé sous-lieutenant dans l’infanterie de marine.
- Louis Franchet d'Espèrey, entre à l’École spéciale militaire en 1874 (la Grande Promotion) et en sort en 1876 pour le 1er régiment de tirailleurs algériens.
- Philippe Pétain, intègre l'école en 1876 (promotion Plewna) qu'il quitte en 1878 avec le grade de sous-lieutenant.
- Charles de Foucauld, lui aussi à l'ESM de 1876 à 1878.
- Charles Mangin, entre à Saint-Cyr en 1886 (promotion de Châlons) et en sort en 1888.
- Maxime Weygand, à Saint-Cyr en 1885 (promotion de l'Annam) jusqu'en 1887.
- Henri Giraud, rejoint l'École militaire de Saint-Cyr, dont il suit les cours de 1898 (promotion Marchand) à 1900.
- François de La Rocque , intègre l'école en 1905 (promotion de la Dernière du Vieux Bahut) sort sous-lieutenant en 1907 .
- François d'Astier de La Vigerie, entre à Saint-Cyr en 1907 (promotion Maroc). Est sous-lieutenant en 1910.
- Joseph de Goislard de Monsabert, même promotion.
- Jean de Lattre de Tassigny, reçu à l'ESM en 1908 (promotion de Mauritanie). Sorti en 1911.
- Philippe Leclerc de Hauteclocque, reçu en 1922 (promotion de Metz et Strasbourg). Sous-lieutenant en 1924.
- Henri Frenay, intègre en 1924 (promotion du Rif). Sous-lieutenant en 1926.
- Raoul Salan, entré en 1917,(promotion de Sainte Odile et promotion La Fayette). Sorti en 1918.
- Edmond Jouhaud, intègre en 1924 (promotion du Rif). Sous-lieutenant en 1926.
- Pierre Billotte, reçu en 1926 (promotion du sous-lieutenant Pol Lapeyre). Sous-lieutenant en 1928.
- Jacques Massu, entré en 1928 (promotion du maréchal Foch). Sorti en 1930.
- Jacques Pâris de Bollardière, même promotion.
- Alain de Boissieu, intègre en 1936 (promotion du Soldat inconnu). Sort en 1938.
- Jacques Mitterrand, entré en 1937 (promotion Marne et Verdun). Sorti en 1939. C'est la dernière promotion à faire toute sa scolarité à Saint-Cyr-l'École.
- Jean Saint-Fort Paillard (1913-1990), cavalier, champion olympique en 1948, né à Saint-Cyr-l'École.
- Karim Leklou, César du meilleur acteur 2025, a grandi à Saint-Cyr-l'École.

### Héraldique
| Blason de Saint-Cyr-l'École | Blason  | D'argent à la croix haussée d'azur semée de fleurs de lys d'or, fleurdelysée du même et sommée d'une couronne royale d'or, accostée en pointe de deux shakos de Saint-Cyrien affrontés au naturel. |
| Blason de Saint-Cyr-l'École | Détails | Le statut officiel du blason reste à déterminer. |